# Chondrosum
Chondrosum es un género de plantas herbáceas perteneciente a la familia de las poáceas o gramíneas. Se encuentran individuos de este género desde Canadá a Argentina.

## Descripción
Son plantas anuales o perennes, cespitosas. Lígula una membrana ciliada; láminas lineares, aplanadas o plegadas. Inflorescencia 1-varias espigas racemosas unilaterales; raquis de la espiga persistente; espiguillas numerosas, sésiles, pectinadas, biseriadas a lo largo del lado inferior del raquis. Espiguillas comprimidas lateralmente, con 1 flósculo bisexual y 1 o 2 flósculos estériles rudimentarios por encima de él; desarticulación arriba de las glumas; glumas desiguales a subiguales, más cortas que los flósculos, membranáceas, 1-nervias; lema inferior cartilaginosa, 3-nervia, carinada o redondeada, frecuentemente 3-fida y aristada; pálea inferior 2-carinada, las nervaduras a veces excurrentes; flósculos rudimentarios generalmente con una lema reducida y aristas alargadas; lodículas 2; estambres 3; estilos 2. Fruto una cariopsis; embrión 1/2-4/5 la longitud de la cariopsis; hilo punteado.

## Taxonomía
El género fue descrito por Nicaise Augustin Desvaux y publicado en Nouveau Bulletin des Sciences, publié par la Société Philomatique de Paris 2: 188. 1810. La especie tipo es: Chondrosum procumbens (P.Durand) Desv. 

## Especies aceptadas
- Chondrosum barbatum (Lag.) Clayton
- Chondrosum brevisetum (Vasey) Clayton
- Chondrosum chasei (Swallen) Clayton
- Chondrosum elatum (Reeder & C.Reeder) Clayton
- Chondrosum eriopodum Torr.
- Chondrosum eriostachyum (Swallen) Clayton
- Chondrosum gracile Kunth
- Chondrosum hirsutum (Lag.) Sweet
- Chondrosum karwinskyi E.Fourn. ex Hemsl.
- Chondrosum kayi (Warnock) Clayton
- Chondrosum parryi E.Fourn.
- Chondrosum pectinatum (Feath.) Clayton
- Chondrosum scorpioides (Lag.) Kunth
- Chondrosum simplex (Lag.) Kunth
- Chondrosum trifidum (Thurb.) Clayton[3]